# Tentativa de golpe de Estado no Chade em 2004
A tentativa de golpe de Estado no Chade em 2004 foi uma tentativa de golpe de Estado contra o presidente chadiano Idriss Déby, que foi frustrada na noite de 16 de maio de 2004.

## Conspiração
A tentativa de golpe foi inicialmente apresentada pelo governo como um motim militar bastante contido pelos salários e pelas condições de serviço, com o ministro da Informação, Moktar Wawadajab, assegurando à BBC que o motim terminou sem que um tiro fosse disparado e que ninguém foi morto ou ferido. Embora a rebelião fosse rapidamente sufocada pelas forças leais após uma breve troca de tiros e os cerca de 80 rebeldes e seu líder, o coronel do exército Bechir Haggar, fossem presos, o presidente mais tarde admitiria a gravidade do que havia acontecido. Em um discurso televisionado à nação em 18 de maio, Déby confirmou que elementos da Guarda Nacional e Nômade do Chade (GNNT) e da Guarda Presidencial tinham feito uma tentativa contra sua vida: "Um grupo de fanáticos e oficiais manipulados tentaram perturbar o funcionamento das instituições republicanas na noite de 16 de maio... sua agenda oculta era o assassinato do presidente".

## Motivações
Os possíveis motivações do golpe fracassado são julgadas principalmente por duas causas. A primeira delas, e a mais evidente, está vinculada à decisão de Déby de buscar um terceiro mandato presidencial, modificando a Constituição com a ajuda da maioria sólida a qual possuía na Assembleia Nacional; precisamente no dia do golpe as emendas constitucionais necessárias estavam sendo apressadas pelo Parlamento. Isso gerou fortes tensões nos círculos internos do poder, especialmente entre o grupo étnico de Déby, os Zaghawa; e o golpe teve a participação de oficiais superiores Zaghawa, e aliados políticos importantes de Déby foram considerados como estando envolvidos, como Daoussa Déby - meio-irmão do presidente - e os gêmeos Erdimi, Tom e Timam - sobrinhos de Déby. As suspeitas sobre Daoussa Déby seriam provadas como infundadas, entretanto em 12 de dezembro de 2005, os irmãos Erdimi foram acusados pelo governo de serem os verdadeiros cérebros por trás do golpe falhado. Os dois também seriam os principais arquitetos em mais uma tentativa de golpe de Estado que aconteceria em 2006.
Outro motivo possível pode estar relacionado às decisões da política externa de Déby em relação ao conflito de Darfur: durante o conflito envolvendo os rebeldes de Darfur e os Janjaweed, apoiados pelo Sudão, Déby tentava manter boas relações com o Sudão, uma decisão que deixaria muitos oficiais superiores chadianos insatisfeitos, visto que muitos dos quais supostamente apoiavam os insurgentes logística, politica e financeiramente. As relações com o Sudão agravariam dramaticamente no ano seguinte, levando ao conflito chadiano-sudanês.